# Rhampholeon nchisiensis
Rhampholeon nchisiensis là một loài thằn lằn trong họ Chamaeleonidae. Loài này được Loveridge mô tả khoa học đầu tiên năm 1953.